# Битва при Сиракузах (307 р. до н. е.)
Битва при Сиракузах (307 р. до н. е.) — морська битва у 307 р. до н. е. між силами тирана Агафокла та карфагенянами, які до того протягом кількох років блокували гавань Сиракуз.
Хоча після невдалого штурму Сиракуз у 309 р. до н. е. карфагеняни припинили повноцінну облогу міста, проте їх флот продовжував блокувати його. У 307 р. до н. е. Агафокл, полишивши свою африканську армію під командуванням сина, повернувся на Сицилію та, після кампанії проти міст південно-західного та північного узбережжя, прибув до Сиракуз. Тут він отримав повідомлення, що його військо зазнало в Африці кількох поразок та опинилось у важкому становищі. Агафокл приготувався повернутись під Карфаген, для чого наготував 17 кораблів. Втім, блокуюча ескадра карфагенян мала 30 суден, тому сиракузький володар був вимушений очікувати слушної нагоди для виходу з гавані.
В одну з ночей на підмогу Агафоклу прибула етруська ескадра із 18 кораблів, котра змогла прослизнути повз блокуючі сили. Тиран вирішив скористатись цим та вступити у морський бій з карфагенянами, приготувавши для них пастку. Покинувши гавань зі своїми 17 суднами, він почав плисти на максимальній швидкості, начебто намагаючись втекти. Кафрагеняни кинулись на перехоплення, при цьому позаду них неочікувано з'явились етруські кораблі, котрі вийшли в море пізніше за Агафокла. Останній також розвернув свої кораблі та вишикував їх до битви.
Побачивши себе охопленими з двох сторін, карфагеняни запанікували і кинулись до втечі. Агафокл зміг захопити 5 ворожих кораблів. Щоб не потрапити у полон, командуючий карфагенською ескадрою вчинив самогубство — як невдовзі виявилось, марно, оскільки поява попутнього вітру дозволила його судну, котре поставило додатковий парус (чи додаткову мачту), відірватись від сиракузян.
Перемога дозволила нарешті прорвати морську блокаду Сиракуз, котра тривала вже 4 роки, та забезпечити місто достатньою кількістю продовольства. 